# Sigge Parling

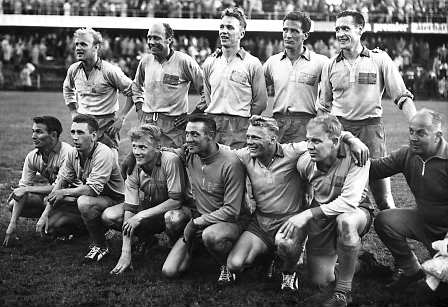
Det svenska silverlaget vid VM i fotboll 1958. Sigge Parling är knästående längst till höger. Övriga spelare är – på knä från vänster: Kurt Hamrin, Reino Börjesson, Orvar Bergmark, Kalle Svensson, Sven Axbom och Sigge Parling. Stående från vänster: Lennart "Nacka" Skoglund, Gunnar Gren, Agne Simonsson, Bengt "Julle" Gustavsson och Nils "Nisse" Liedholm.

Sigvard "Sigge" Emanuel Parling, född 26 mars 1930 i Forsbacka, Valbo församling, Gästrikland, död 17 september 2016 i Forsbacka, var en svensk fotbollsspelare, vänsterhalvback, som spelade 37 landskamper för  Sverige. Han vann två SM-guld för Djurgårdens IF,  1955 och 1959, samt spelade i Sveriges lag i finalmatchen mot Brasilien vid VM i fotboll 1958. Sigge Parling tillhörde den svenska eliten även som bandy- och ishockeyspelare. 
Sigge Parlings yrkeserfarenhet som smed och hans kraftfulla och hårdföra spelstil gav honom smeknamnet "Järnkaminen", vilket sedermera resulterade i att även fotbollsklubben DIF kom att kallas för Järnkaminerna. Klubbens officiella supporterförening heter även den, Järnkaminerna.

## Biografi
Parling kom till Djurgårdens IF 1949 och stannade kvar där, med undantag för en kort period 1957 då han spelade för Lycksele IF i division II Norrland, tills Djurgården åkte ur allsvenskan 1960. Han avslutade sin fotbollskarriär i Sandvikens AIK 1967. Parling var även framstående i bandy med landslaget och IK Sirius där han var med i laget som tog SM-guld 1961.
Han arbetade som byggnadsingenjör fram till sin pension och bodde med sin fru Nea fram till 2005 på en gård i Finnböle i Hedesunda, där han födde upp travhästar. Sigge Parling var Stor Grabb i såväl fotboll som bandy.

## Meriter

### Meriter inom fotboll
- VM-silver 1958
- 39 landskamper
- 2 SM-guld (1955, 1959)
- 3 SM-brons (1953, 1956, 1958)
- Djurgårdens IF:s hedersutmärkelse 1959
- Invald i Svensk fotbolls Hall of Fame 2019

### Meriter inom bandy
- 8 A-landskamper
- VM-silver 1961
- SM-guld 1961

### Meriter inom ishockey
- 1 inofficiell A-landskamp mot Japan 1953

## Klubbar (fotboll)
- Djurgårdens IF (1949–1960)
- IK Sirius (1960–1963)
- Gefle IF (1963–1965)
- Sandvikens AIK (1966–1967)